# Eddy Wata
Eddy Wata, pseudonimo di Kingsley Omoruyi (Rapustan, 3 marzo 1974), è un cantante nigeriano.

## Biografia
Kingsley Omoruyi, in arte Eddy Wata, figlio di genitori nigeriani, cominciò la propria attività di musicista in Nigeria. All'età di 26 anni arrivò in Italia per poi stringere rapporti con produttori e case discografiche europee. Nel 2002 fu scoperto e lanciato nel panorama italodance da Lino Longoni che assieme a Diego Milesi (Diego Groff) ne divennero i produttori ufficiali. Lavorarono insieme Realizzando  alcuni successi , fecero vari tour a livello mondiale e numerose apparizioni televisive.

## Discografia

### Singoli
- 2003 - Bring Me to Life (con Mixtery)
- 2003 - Jam
- 2004 - A Silvia (con Gabry Ponte)
- 2004 - In Your Mind
- 2005 - La Bomba
- 2006 - What a Boy
- 2008 - I Love My People
- 2008 - The Light
- 2009 - My Dream
- 2009 - I Like the Way
- 2011 - I Wanna Dance
- 2011 - Senorita
- 2012 - Superstar
- 2013 - I Feel So Good
- 2013 - My Season
- 2014 - I Wa le Wa
- 2015 - Shake Your Bom Bom